# Fiães (Trancoso)
Fiães ist eine Gemeinde (Freguesia) im portugiesischen Kreis Trancoso. In ihr leben 181 Einwohner (Stand 19. April 2021).